# Hessische Rettungsmedaille

Die Hessische Rettungsmedaille (Vorderseite)

Die Hessische Rettungsmedaille wurde am 11. Juli 1953 mit dem Gesetz über die staatliche Anerkennung von Rettungstaten durch den Hessischen Landtag gestiftet. Damit war die Hessische Rettungsmedaille eine der ersten Landesauszeichnungen überhaupt, die nach der Gründung der Bundesrepublik Deutschland, gestiftet worden sind. Im Jahre 2007 hat der Hessische Landtag dieses Gesetz aufgehoben. Der Hessische Ministerpräsident hat die besondere Anerkennung von Rettungstaten gleichwohl für weiterhin erforderlich gehalten und aus diesem Grunde mit dem Erlass über die staatliche Anerkennung von Rettungstaten und von Zivilcourage vom 5. September 2008, Gesetz- und Verordnungsblatt für das Land Hessen, Teil I S. 919 die Hessische Rettungsmedaille und die Hessische Medaille für Zivilcourage erneut gestiftet.

## Inhalt des Erlasses
Die Hessische Rettungsmedaille stellt eine staatliche Anerkennung dar, die an Personen verliehen werden kann, die unter eigener Lebensgefahr Menschen aus Lebensgefahr gerettet oder drohende erhebliche Gefahren für die Allgemeinheit abgewendet haben. Bestand für die Retterin oder den Retter keine Lebensgefahr oder ist ihr Handeln ohne Erfolg geblieben, wird eine öffentliche Belobigung ausgesprochen.  Personen, denen aus „beruflichen“ Gründen der Schutz von anderen Leben anvertraut ist, wird diese Anerkennung nur gewährt, wenn sie sich in erheblichem Maße über ihre Pflichten hinaus eingesetzt haben. Über die Verleihung der Medaille oder die öffentliche Belobigung entscheidet der Hessische Ministerpräsident nach freien Ermessen. Die Retterin oder der Retter erhalten mit Aushändigung der Rettungsmedaille eine Urkunde. Die Anerkennung wird im Staatsanzeiger für das Land Hessen bekanntgegeben. In besonderen Fällen kann auch die Ehrung postum ausgesprochen werden.

## Aussehen und Material
Die Hessische Rettungsmedaille ist aus Silber und hat einen Durchmesser von 2,5 cm. Auf ihrer Vorderseite ist über dem Wort „Hessen“ mittig erhaben das Landeswappen zu sehen. Rückseitig ist umgeben von einem Eichenkranz die Aufschrift „Für Rettung aus Gefahr“ zu lesen. Die Rettungsmedaille wird, wie ihr Vorbild von 1833, an einem orange-weißfarbenen Band getragen, welches von einem schmalen weißen Rand gesäumt ist.